# Babel-17
Babel-17  es una novela de ciencia ficción de Samuel R. Delany publicada en 1966, en la que la hipótesis de Sapir-Whorf, que postula que el lenguaje tiene un papel importante en el modo en que se percibe la realidad, forma parte central del argumento. la novela fue ganadora del premio Nébula a la mejor novela en 1966, junto a Flores para Algernon. y fue también nominada para el Premio Hugo a la mejor novela en 1967.
Delany esperaba publicar Babel-17 como un solo volumen con la novela Imperio estelar, lo que no sucedió hasta la reimpresión de 2001.

## Resumen del argumento
Durante una guerra interestelar, uno de los contendientes desarrolla un lenguaje, Babel-17, que puede usarse como arma. Aprenderlo convierte al nuevo hablante en un traidor dispuesto, ya que altera la percepción y el pensamiento. El cambio se hace más peligroso por la mejora de otras habilidades producida por el lenguaje. Esto lo descubre la hermosa lingüista, poeta, telépata  y capitana de una nave interestelar, Rydra Wong, quien es reclutada por su gobierno para descubrir cómo el enemigo se está infiltrando y saboteando sitios estratégicos. Inicialmente se piensa que Babel-17 es un código usado por agentes enemigos. Rydra Wong se da cuenta de que es un lenguaje, y se descubre como traidora a medida que lo aprende. La rescata su tripulación, que elude el peligro y neutraliza los efectos del lenguaje.
La novela desarrolla varios detalles relacionados con las peculiaridades del lenguaje, cómo las condiciones de vida forman las palabras y los significados, y cómo las propias palabras pueden modificar las acciones de la gente. Tal vez inspirado en las comunicaciones entre radiooperadores navajos durante la Segunda Guerra Mundial, cabe mencionar como detalle argumental curioso que la capitana Rydra Wong se comunica telepáticamente con sus tres espías incorpóreos en euskera.

## Lenguaje
El lenguaje presentado como Babel-17 contiene elementos lingüísticos interesantes, incluyendo la ausencia de un pronombre o cualquier otra construcción para el «Yo». La heroína encuentra que sus percepciones, e incluso sus habilidades físicas, se alteran una vez que ha aprendido Babel-17. Aunque el tema ya está planteado en  1984, de  George Orwell, se considera que esta novela de Delany influenció a una generación de escritores: Lengua nativa, de Suzette Haden Elgin, Los desposeídos de Ursula K. Le Guin, Embajada de China Miéville, y -con mayor evidencia- el cuento corto «Historia de tu vida» de Ted Chiang. También recuerda unos pocos precedentes de novelas de ciencia ficción que tratan sobre como el lenguaje modifica los estratos políticos y culturales de la sociedad, como El lenguaje de Pao de Jack Vance o Himno de Ayn Rand.